# Reichelderfer
Reichelderfer är en udde i Antarktis. Den ligger i Västantarktis. Argentina, Chile och Storbritannien gör anspråk på området.
Terrängen inåt land är platt norrut, men söderut är den kuperad. Terrängen runt Reichelderfer sluttar norrut. Trakten är obefolkad. Det finns inga samhällen i närheten.